# Eleutherine latifolia
Eleutherine latifolia är en irisväxtart som först beskrevs av Paul Carpenter Standley och Louis Otho Otto Williams, och fick sitt nu gällande namn av Pierfelice Ravenna. Eleutherine latifolia ingår i släktet Eleutherine och familjen irisväxter. Inga underarter finns listade i Catalogue of Life.